# Hidas Miklós
Hidas Miklós, Hartstein (Zilah, 1902. november 15. – Budapest, 1956. július 25.) villamosmérnök.

## Élete
Hartstein Ignác és Friedländer Mária fia. A Zilahi Református Wesselényi Kollégium tanulója volt. Tanulmányait a Magyar Királyi József Műegyetemen folytatta, ahol 1925-ben szerzett oklevelet. Ezt követően Chilébe emigrált, ahol először egy salétromtársaság foglalkoztatta és erőműveket helyezett üzembe, majd a Cia Salitrera El Loa vállalat főmérnöke lett. 1929-től a Santiago-i AEG munkatársa volt mint tervező és kivitelező mérnök. 1932-ben elbocsátották állásából és ekkortól magánvállalkozásban dolgozott. A második világháború alatt megalapította a Condordia nevű magyar egyesületet és tagja lett a Chilei Kommunista Pártnak. A párt betiltása után az illegális mozgalom egyik irányítója lett. 1949-ben visszatért Magyarországra és a Budapesti Műszaki Egyetem Villamosművek Tanszékén eleinte mint adjunktus, később mint docens működött 1954-ig.
Felesége Keller Margit volt, akit 1929-ben Santiago de Chilében vett nőül.

## Művei
- Üzemszervezés, racionalizálás és statisztika : Az Állami Műszaki Főiskola erős áramú tagozat 3. évf. 1. féléves hallgatói részére (Budapest, 1950)
- Villamos energiagazdálkodás : az Állami Műszaki Főiskola erősáramú tagozat 3. évf. 2. féléves hallgatói részére (Budapest, 1951)